# Charles Brook Dupont-White
Charles Brook Dupont-White, född den 11 december 1807 i Rouen, död den 10 december 1878 i Paris, var en fransk nationalekonom och publicist. Han var svärfar till Sadi Carnot.
Dupont-White blev 1848 generalsekreterare vid justitieministeriet i Paris och 1870 medlem av decentralisationskommittén samt återgick efter fransk-tyska kriget till privatlivet. Som skriftställare gjorde han sig kanske mest känd genom sina översättningar av Stuart Mill, men i sina egna, av samtiden mindre uppmärksammade skrifter visade han en för den tiden ganska ovanlig självständighet genom sin kritik av den fria konkurrensen och sin iver för statens ingripande på det ekonomiska området. Bland hans arbeten märks Essai sur les relations du travail avec le capital (1846), L'individu et l'état (1857) och La centralisation (1860).